# Trissolcus
Genre
Trissolcus est un genre de guêpes parasitoïdes de la famille des Scelionidae.

## Liste des espèces
Selon GBIF (21 mai 2024) :
- Trissolcus alpestris (Kieffer, 1909)
- Trissolcus ancon Johnson, 1991
- Trissolcus arminon (Walker, 1838)
- Trissolcus asperlineatus (Mineo & Szabo, 1981)
- Trissolcus atys (Nixon) Ashmead, 1893
- Trissolcus barrowi (Dodd, 1919), 1893
- Trissolcus basalis (Wollaston, 1858)
- Trissolcus belenus (Walker, 1836)
- Trissolcus biroi (Szabo, 1965)
- Trissolcus bodkini (Crawford) Crawford
- Trissolcus brevinotaulus Matsuo, Hirose & Johnson, 2020
- Trissolcus brochymenae (Ashmead, 1881)
- Trissolcus cantus Kozlov & Le, 1977
- Trissolcus carinifrons (Cameron) Ashmead, 1893
- Trissolcus choaspes (Nixon, 1939)
- Trissolcus circus Kozlov & Le, 1976
- Trissolcus colemani (Crawford, 1912) Ashmead, 1893
- Trissolcus comperei (Crawford, 1912) Ashmead, 1893
- Trissolcus corai Talamas, 2017
- Trissolcus cosmopeplae (Gahan, 1926)
- Trissolcus cultratus (Talamas, Johnson & Buffington, 2015) Talamas, Johnson & Buffington, 2015
- Trissolcus darreh Talamas, 2021
- Trissolcus discolor (Ratzeburg, 1848)
- Trissolcus djadetshko Ryakhovskii, 1959
- Trissolcus dryope (Kozlov & Le, 1976)
- Trissolcus edessae Fouts, 1920
- Trissolcus elasmuchae (Watanabe, 1954)
- Trissolcus eriventus Lê, 1893
- Trissolcus erugatus Johnson, 1985
- Trissolcus eurydemae (Vasiliev, 1915)
- Trissolcus euschisti (Ashmead, 1888)
- Trissolcus evanescens Kieffer, 1904
- Trissolcus exerrandus Kozlov & Lê, 1893
- Trissolcus festivae (Viktorov, 1964)
- Trissolcus flaviscapus Dodd, 1916
- Trissolcus fulmeki (Soyka, 1942)
- Trissolcus ghorfii (Delucchi & Voegelé, 1961)
- Trissolcus gonopsidis (Watanabe, 1951) Ashmead, 1893
- Trissolcus histani (Voegelé, 1965)
- Trissolcus hyalinipennis Rajmohana & Narendran, 1893
- Trissolcus kozlovi Rjachovskij, 1893
- Trissolcus kozlovi Ryakhovskii, 1975
- Trissolcus lampe (Kozlov & Le, 1976)
- Trissolcus larides (Nixon, 1943) Ashmead, 1893
- Trissolcus latisulcus (Crawford, 1913)
- Trissolcus levicaudus Talamas, 2017
- Trissolcus leviventris (Cameron) Cameron
- Trissolcus lodosi (Szabo, 1981)
- Trissolcus manteroi (Kieffer, 1909)
- Trissolcus mitsukurii (Ashmead, 1904)
- Trissolcus mopsus (Talamas & Buffington, 2015) Talamas & Buffington, 2015
- Trissolcus murgantiae Ashmead, 1893
- Trissolcus nigripedius
- Trissolcus nycteridaner Talamas, 2017
- Trissolcus occiduus Johnson, 1985
- Trissolcus oenone
- Trissolcus ogyges
- Trissolcus oobius (Kozlov, 1972)
- Trissolcus parma Johnson, 1985
- Trissolcus pentatomae (Rondani, 1877)
- Trissolcus perepelovi (Kozlov, 1972) Ashmead, 1893
- Trissolcus perrisi (Kieffer, 1906)
- Trissolcus personatus Johnson, 1991
- Trissolcus plautiae (Watanabe, 1954) Ashmead, 1893
- Trissolcus pseudoturesis (Ryakhovskii, 1959)
- Trissolcus radix Johnson, 1985
- Trissolcus radjabii Iranipour & Johnson, 2010
- Trissolcus rufiventris (Mayr, 1907)
- Trissolcus ruidus Johnson, 1985
- Trissolcus saakowi (Mayr, 1903) Ashmead, 1893
- Trissolcus schimitscheki (Szelenyi, 1942)
- Trissolcus scutellaris (Thomson, 1861)
- Trissolcus semistriatus (Nees, 1834)
- Trissolcus siliangae Yan, Chen & Talamas, 2022
- Trissolcus simoni (Mayr, 1879)
- Trissolcus solocis Johnson, 1985
- Trissolcus stoicus (Nixon, 1938) Ashmead, 1893
- Trissolcus strabus Johnson, 1984
- Trissolcus teretis Johnson
- Trissolcus tersus Lê, 1893
- Trissolcus theste (Walker, 1838)
- Trissolcus thyantae Ashmead, 1893
- Trissolcus trophonius (Nixon, 1938) Ashmead, 1893
- Trissolcus tumidus (Mayr, 1879)
- Trissolcus urichi Crawford
- Trissolcus utahensis (Ashmead, 1893) Ashmead, 1893
- Trissolcus valkyria Johnson & Talamas, 2015
- Trissolcus vassilliewi (Mayr, 1879)
- Trissolcus vesta Kozlov & Lê, 1893
- Trissolcus viktorovi Kozlov, 1968
- Trissolcus vindicius (Nixon, 1938) Ashmead, 1893
- Trissolcus volgensis (Viktorov, 1964)
- Trissolcus waloffae (Javahery, 1968)
- Trissolcus yamagishii Ryu, 1984
- Trissolcus zakotos Talamas, 2015

## Classification
Le nom valide complet (avec auteur) de ce taxon est Trissolcus Ashmead, 1893,. Son espèce type est Trissolcus brochymenae (Ashmead, 1881).
Trissolcus a pour synonyme :
- Microphanurus Kieffer, 1926

### Publication originale
- Ashmead, William H., A monograph of the North American Proctotrypidae (publication), Inconnu, Washington, 1893, [lire en ligne].